# Enella Benedict
Enella Benedict (Lake Forest, Illinois, 1858. december 21. – Richmond, Virginia, 1942. április 6.) amerikai realista festő, szociális reformer és pedagógus.

## Pályafutása
Festést és rajzot tanult a Lake Forest Egyetemen, majd Chicagóban a School of the Art Institute és a New York-i Art Students League művészeti iskolákban képezte magát tovább. Végül Párizsba utazott, és a Julian Akadémián tanult.
1892-ben költözött a chicagói Hull House befogadó és közösségi házba, és ott művészeti iskolát létesített. A közösségi házat eredetileg azzal a céllal nyitották meg, hogy a szegény európai bevándorlók jobb körülmények között lakhassanak. Az iskolában a bevándorlókat, a környéken lakó hátrányos helyzetű fiatalokat és munkásokat művészeti és irodalmi képzésben részesítették. A szociális program keretében agyagozást, rajzot, festést és litográfiát tanítottak. Az iskola megszervezte, hogy a tehetséges amatőr művészek kiállíthassák alkotásaikat. Enella Benedict akvarell és olajfestményein város- és tájképeket, valamint a környezetében élő embereket örökítette meg. Stílusára a realizmus és 
az impresszionizmus hatottak.
Festményeit többek között a National Museum of Women in the Arts (Washington), a Smithsonian Intézet gyűjteménye, a Rockford Art Museum, és a Hull House őrzik.

## Galéria

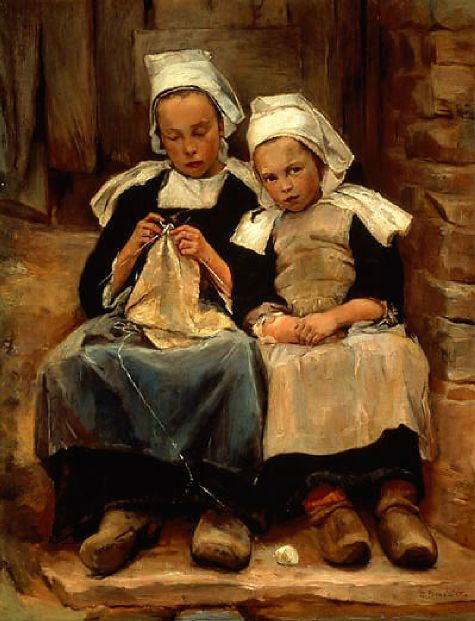
Breton lányok
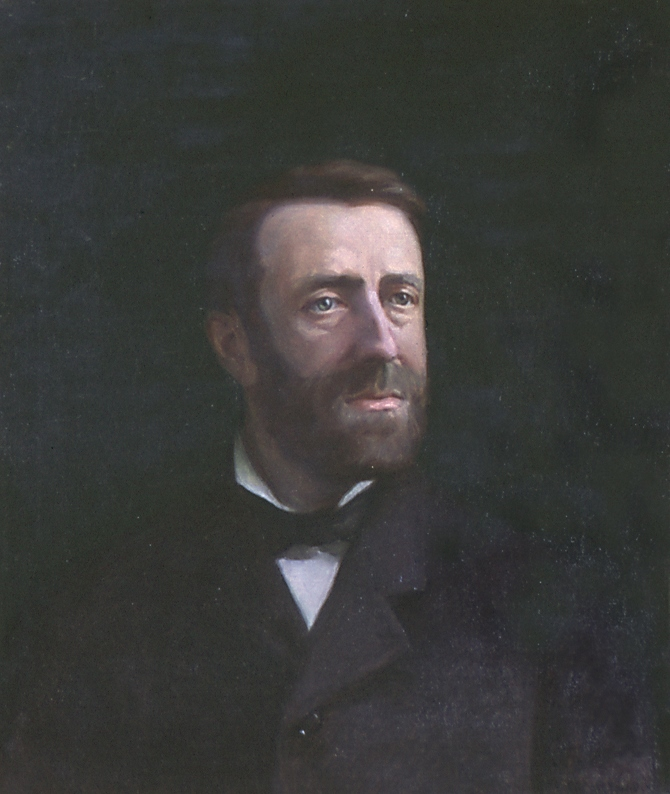
William Tomlinson Plant
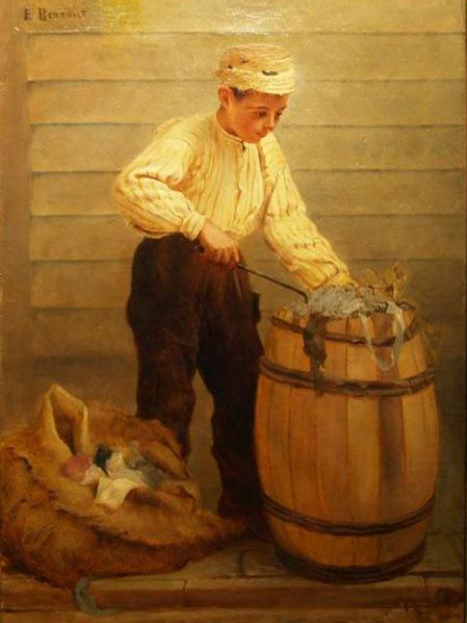